# Jean-Luc Fournier (Fußballspieler)
Jean-Luc Fournier (* 1. Dezember 1958 in Istres; † 1. März 2001) war ein französischer Fußballspieler.

## Karriere
Fournier begann seine Karriere bei kleinen Vereinen aus seiner Heimatregion nahe Marseille. Er wurde von Talentscouts der AS Saint-Étienne verpflichtet, zunächst in die Jugendmannschaft und 1976 in die Reserveauswahl aufgenommen. Ein Jahr später rückte er in den Kader der Profimannschaft auf, wurde von Trainer Robert Herbin aber lediglich einmal in der ersten Liga aufgeboten. In der darauffolgenden Spielzeit stand er nicht mehr im Kader, weswegen er zum Ende der Saison 1978/79 Saint-Étienne verließ und stattdessen beim Zweitligisten FC Gueugnon unterschrieb. Bei Gueugnon avancierte er sofort zum Stammspieler und weckte 1981 das Interesse des Erstligaabsteigers Olympique Nîmes, wo er zum Nachfolger von Denis Jouanne wurde, der zum damaligen Zweitligaverein Olympique Marseille gewechselt war. Auch dort nahm er zuerst eine Stammposition ein, als er mit dem Team den angestrebten Wiederaufstieg verfehlte. Im Verlauf der Spielzeit 1983/84 wurde er jedoch von Alain Lopez verdrängt. Nachdem Nîmes 1984 der Aufstieg in die erste Liga gelungen war, konnte Fournier seine Rolle als Leistungsträger wiedererlangen. Er bestritt 37 von 38 möglichen Spielen in einem Jahr, an dessen Ende der direkte Wiederabstieg stand. Trotz des Abstiegs verblieb Fournier in der höchsten französischen Spielklasse, da sich die AS Nancy für seine Verpflichtung entschied. Unter Trainer Arsène Wenger war er zwar im Team gesetzt, musste aber 1986 eine knappe Vereitelung des Sturzes in die zweite Liga durch einen Relegationssieg gegen den FC Mulhouse erleben. Als der Verein 1987 direkt abstieg, beendete der damals 28-Jährige seine Profilaufbahn. Fournier lief von 1988 an noch zwei Jahre für einen unterklassigen Verein aus Miramas in seiner Heimatregion auf, ehe er 1990 seine Karriere endgültig beendete. Der Spieler starb 2001 mit 42 Jahren durch einen Autounfall.